# Estudis queer

Bandera Queer

No s'ha de confondre amb la Teoria Queer.
Els estudis queer són un camp d'estudi acadèmic centrat en qüestions relacionades amb el gènere, la sexualitat humana i l'orientació sexual que dona èmfasi a les qüestions i cultura LGTBIQ+.
Aquests estudis ofereixen una profunda revisió de les pràctiques associades a la sexualitat i a l'erotisme. Tracten temes com les nocions de producció cultural i de reproducció social, l'activisme polític i el compromís intel·lectual, les identitats individuals i les mitologies col·lectives i les retòriques de l'explícit i l'implícit. Pretenen desestabilitzar els cànons artístics, transgredir els patrons unívocs i subvertir de manera sistemàtica els seus propis límits i els codis dualistes que defineixen els comportaments heteronormatius.

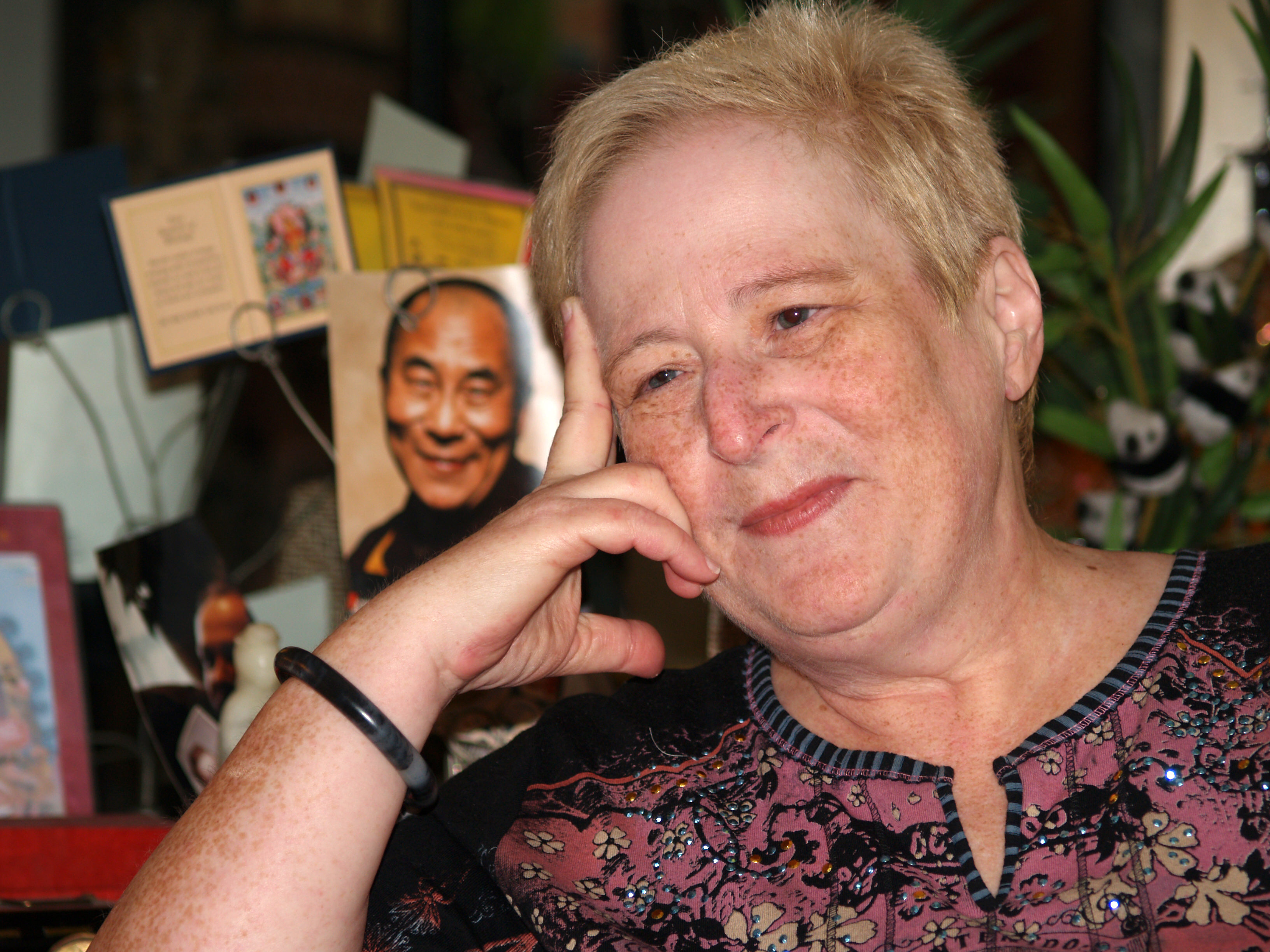
Eve Kosofsky Sedgwick, una de les principals investigadores dels estudis queer

Algunes de les investigadores que han exercit més influència en els estudis queer són Eve Kosofsky Sedgwick i Judith Butler.

## Context històric
Els estudis queer van sorgir a partir del procés de revisió teòrica i metodològica de les investigacions sobre la sexualitat provinents de la dècada dels setanta, enmig d'un complex context social als Estats Units. A partir de l'impuls del moviment feminista, es van obrir les portes cap a aquesta via de comprensió del que, amb posterioritat, es denominarien estudis gais i lesbians.
Durant la dècada de 1960 i principis de la dècada de 1970, l'activisme polític va entrar als campus universitaris dels Estats Units amb els moviments contraculturals, com ara el moviment per la llibertat d'expressió Free Speach Movement, els moviments feministes i el moviment dels Panteres Negres. A aquests fets se li van unir la protesta massiva d'estudiants i professors contra la guerra del Vietnam i la invasió de Cambodja pels EUA.
Els estudiants estatunidencs es van polititzar i van sol·licitar que s'impartissin cursos amb continguts que no es consideraven acadèmics i que estaven relacionats amb els moviments socials que agitaven l'esfera pública. Com que les universitats estatals estatunidenques seguien les regles del mercat capitalista, aviat van aparèixer programes de pregrau en estudis de la dona (Women’s Studies), en cultura popular, en estudis afroamericans, nadius estatunidencs, xicanos i llatins.
El concepte de gènere va ser introduït i articulat per les investigadores feministes en diversos camps disciplinaris, en el marc de Women's Studies. Arran d'aquests estudis, es va fer una crítica feminista cap al patriarcat occidental.
En resposta, es van desenvolupar els Gender Studies o estudis de gènere, mitjançant els quals es feia una crítica al feminisme i a l'èmfasi separatista que tenien els estudis de la dona en aquell temps.
Així mateix, el creixent interès de les institucions universitàries per estudiar les sexualitats també va provocar un al·licient per als estudis queer: Els estudis lèsbics i gais es van sumar posteriorment als programes universitaris. Finalment, a mitjans de la dècada de 1990 van aparèixer els estudis queer.

## Expansió dels estudis queer

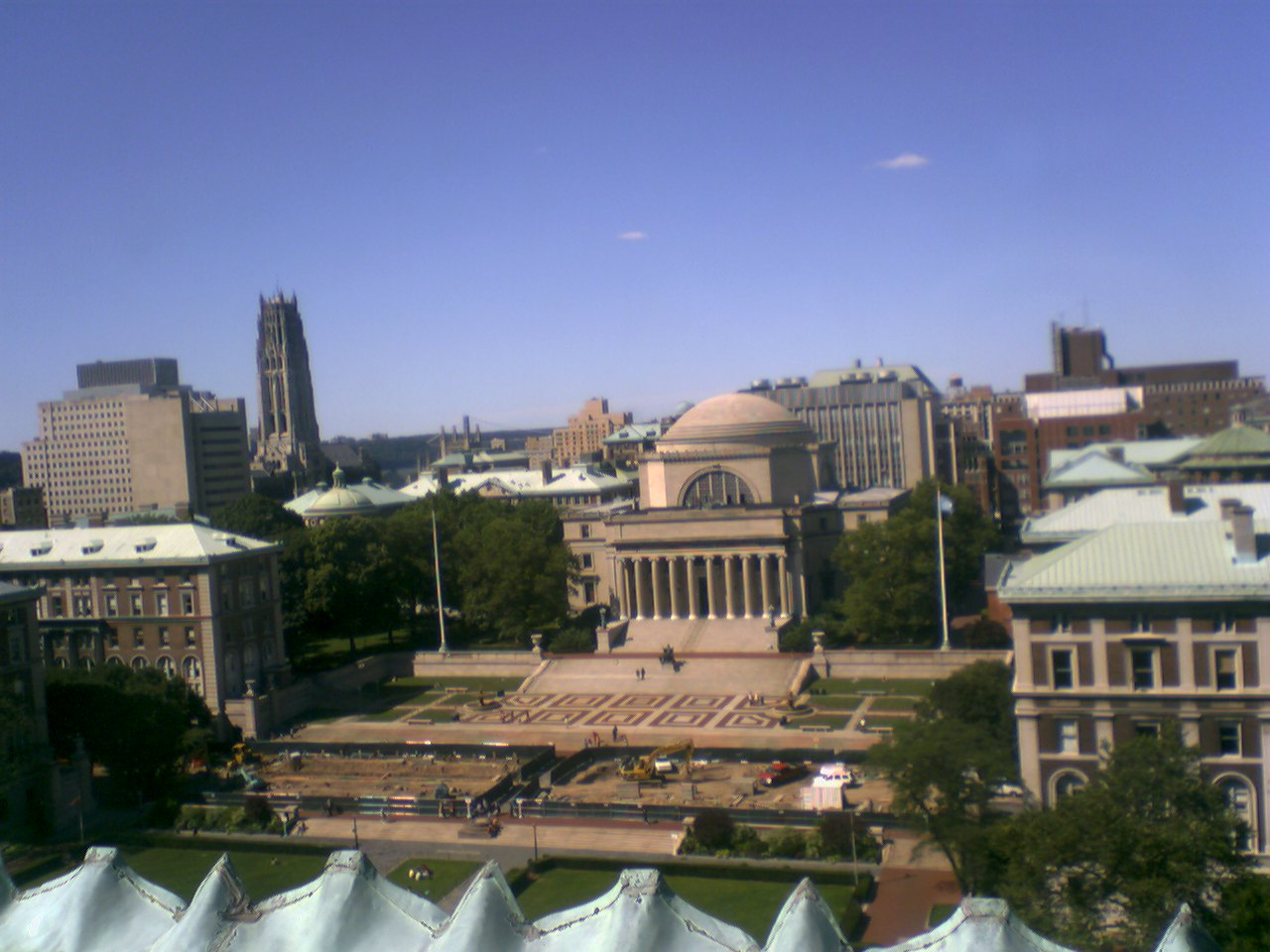
Universitat de Colúmbia, pionera en la implementació dels estudis queer

La primera universitat nord-americana que va contribuir al desenvolupament de la Teoria Queer va ser la Universitat de Colúmbia, el 1989; posteriorment es van afegir les de Duke, Nova York, i el Centre d'Estudis de Lesbianes i Gais de la Universitat de la Ciutat de Nova York. A l'actualitat, als Estats Units s'editen les principals revistes periòdiques d'estudis sobre la diversitat sexual, com ara The Journal of Sex Research, Journal of Homosexuality, Journal of the History of Sexuality.
A Europa, la primera universitat a implementar aquests estudis va ser la Universitat d'Utrecht, situada al centre dels Països Baixos, amb el seu Departament d'Estudis Interdisciplinaris Gais i Lesbians, que va editar el Fòrum Homosexualität und Literatur.
A Espanya s'han dut a terme tesis doctorals sobre treball sexual i homosexualitat de les quals algunes s'han publicat a través d'editorials independents. A la Universitat de Gran Canària s'ofereix, des de 2002, una assignatura de lliure configuració a la carrera de Dret sobre orientacions sexuals. També s'han dictat cursos sobre transsexualitat a la Universitat de Sevilla (2001) i a la Universitat Internacional Menéndez Pelayo (2000).
A Amèrica Llatina, Colòmbia ha realitzat investigacions sobre homosexualitat i treball sexual. La Universitat de Bahia al Brasil ha documentat les morts per homofòbia en aquell país i ha estudiat profundament fenòmens com la transsexualitat, la bisexualitat i l'homosexualitat. D'altra banda, la Universitat Nacional Autònoma de Mèxic (UNAM) té el Programa Universitari d'Estudis de Gènere, que ofereix el Seminari de Recerca en Diversitat Sexual des de 1999. En l'actualitat, la UNAM publica noves investigacions i tradueix textos a l'espanyol d'altres llengües sobre gènere i diversitat sexual.